# Холден, Дик
Ри́чард Хо́лден (англ. Richard Holden; 12 июня 1885 — 12 января 1971), более известный как Дик Холден (англ. Dick Holden) — английский футболист, известный по своим выступлениям за «Манчестер Юнайтед».

## Футбольная карьера
Дик Холден родился в Миддлтоне, Ланкашир. Он начал карьеру в клубе «Паркфилд Сентрал», выступавшем в лиге Олдема и окрестностей, играя на позиции крайнего правого нападающего. В сезоне 1903/04 он выступал за клуб «Тонге», но уже на позиции правого защитника. В мае 1904 года он перешёл в «Манчестер Юнайтед».
Сезон 1904/05 Холден провёл за резервную команду «Юнайтед». 24 апреля 1905 года дебютировал за основной состав «Манчестер Юнайтед» в матче Второго дивизиона против «Блэкпула» на «Бэнк Стрит», который завершился победой «красных» со счётом 3:1. По итогам сезона 1905/06 «Манчестер Юнайтед» занял второе место во Втором дивизионе, получив право вернуться в Первый дивизион.
В сезоне 1907/08 «Манчестер Юнайтед» выиграл свой первый титул чемпионов Англии, заняв первое место в турнирной таблице Первого дивизиона с девятиочковым отрывом. В этой команде, созданной Эрнестом Мангнэллом, играли вратарь Гарри Могер, левый защитник Герберт Берджесс, за место правого защитника боролись Дик Холден и Джордж Стейси, в центре поля играла тройка хавбеков: Дик Дакворт, Чарли Робертс и Алекс Белл, на флангах атаки выступали Билли Мередит и Джордж Уолл, а тройку нападающих составляли Сэнди Тернбулл, Джимми Тернбулл и Джимми Баннистер.
В 1908 году Холден получил серьёзную травму колена, которая потребовала операции. Он пропустил много времени из-за реабилитации и не принял участия в победном Кубке Англии 1909 года. В сезоне 1910/11 он вернулся в основной состав, но затем вновь травмировал колено. В 1910 году он получил пособие в размере 300 фунтов. В 1914 году в связи с началом Первой мировой войны он покинул «Манчестер Юнайтед», вступив в Королевский лётный корпус. Всего он провёл за «Манчестер Юнайтед» 117 матчей (78 матчей в Первом дивизионе, 28 — во Втором дивизионе и 11 — в Кубке Англии).

## Достижения
«Манчестер Юнайтед»
- Чемпион Англии (2): 1907/08, 1910/11

## Статистика выступлений
| Клуб              | Сезон            | Лига | Лига | Кубок Англии | Кубок Англии | Итого | Итого |
| Клуб              | Сезон            | Игры | Голы | Игры         | Голы         | Игры  | Голы  |
| ----------------- | ---------------- | ---- | ---- | ------------ | ------------ | ----- | ----- |
| Манчестер Юнайтед | 1904/05          | 1    | 0    | 0            | 0            | 1     | 0     |
| Манчестер Юнайтед | 1905/06          | 27   | 0    | 4            | 0            | 31    | 0     |
| Манчестер Юнайтед | 1906/07          | 27   | 0    | 2            | 0            | 29    | 0     |
| Манчестер Юнайтед | 1907/08          | 26   | 0    | 3            | 0            | 29    | 0     |
| Манчестер Юнайтед | 1908/09          | 2    | 0    | 0            | 0            | 4     | 0     |
| Манчестер Юнайтед | 1909/10          | 7    | 0    | 0            | 0            | 7     | 0     |
| Манчестер Юнайтед | 1910/11          | 8    | 0    | 0            | 0            | 8     | 0     |
| Манчестер Юнайтед | 1911/12          | 6    | 0    | 2            | 0            | 8     | 0     |
| Манчестер Юнайтед | 1912/13          | 2    | 0    | 0            | 0            | 2     | 0     |
| Всего за карьеру  | Всего за карьеру | 106  | 0    | 11           | 0            | 117   | 0     |